# منتزه الكرمل (الخليل)

منتزه الكرمل متنزه فلسطيني، يقع في الخليل. تم انشاؤه على أراضي بيت كاحل، مقابل مشتل ويانبيع وادي القف، وفيه يوجد مسبح كبير بمواضفات أولمبية.